# Dvoriște, Kiustendil
Dvoriște (în bulgară Дворище) este un sat în comuna Kiustendil, regiunea Kiustendil,  Bulgaria. 

## Demografie
Componența etnică a satului Dvoriște
     Bulgari (93,71%)
     Nicio identificare (2,51%)
     Altele (3,77%)
La recensământul din 2011, populația satului Dvoriște era de 159 locuitori. Din punct de vedere etnic, majoritatea locuitorilor (93,71%) erau bulgari. Pentru 2,51% din locuitori nu este cunoscută apartenența etnică.